# Epepeotes indistinctus
Epepeotes indistinctus är en skalbaggsart som beskrevs av Stefan von Breuning 1938. Epepeotes indistinctus ingår i släktet Epepeotes och familjen långhorningar. Inga underarter finns listade i Catalogue of Life.